# Kalevi-Liiva

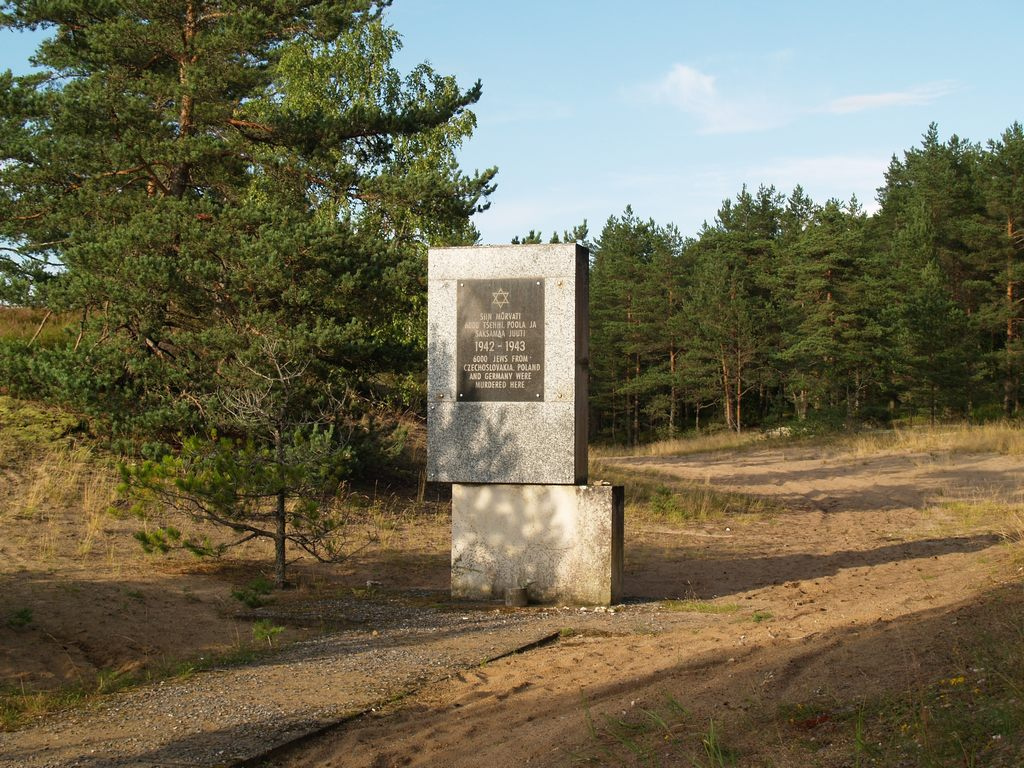
Kalevi-Liiva, pomník obětem holoaustu

Kalevi-Liiva je místo poblíž vesnice Jägala v obci Jõelähtme v estonském kraji Harjumaa, na kterém byly v letech 1941 až 1943 prováděny hromadné popravy. Na místě je pomník obětem holocaustu.
Popravy prováděli němečtí členové Einsatzgruppe A spolu s estonskými kolaboranty. Celkový počet popravených se odhaduje na tři až pět tisíc.

## Transport z 5. září 1942
Dne 5. září 1942 dorazil do železniční stanice Raasiku transport jednoho tisíce československých židů z Terezína, označený jako "Be". Původně měl transport mířit do Rigy, ale protože tamní koncentrační tábor byl přeplněný, byl přesměrován do Estonska.
Ihned po příjezdu proběhla mezi vězni selekce. Odděleno bylo asi 200 mladých, práceschopných lidí, kteří byli jako nucená pracovní síla odvedeni k vybudování Jägalského koncentračního tábora. Zbylých asi 800 osob bylo ještě téhož dne převezeno do Kalevi-Liiva a postříleno komandem vedeným Aleksanderem Laakem a Ralfem Gerretsem, budoucími veliteli koncentračního tábora.
Ze dvou set lidí oddělených pro nucenou práci se jich konce války dočkalo pouze 45. Osud těchto osob zpracoval dokumentarista Lukáš Přibyl ve své filmové sérii Zapomenuté transporty (premiéra 2008).